# Morteros (ciudad)
Morteros es una ciudad y municipio del departamento San Justo, en el noreste de la provincia de Córdoba, Argentina.
La ciudad de Morteros es la tercera en importancia del departamento San Justo, se ubica a casi 20 kilómetros de la costa oriental de la laguna Mar Chiquita (o Mar de Ansenuza), y a escasos kilómetros de los límites de la provincia de Córdoba con las provincias de Santa Fe y Santiago del Estero.

Las distancias de Morteros respecto a la ciudad de Córdoba son: linealmente 210 km, por carretera aproximadamente 265 km. La distancia lineal de Morteros respecto a la ciudad de Santa Fe es de 155 km. Se encuentra sobre la ruta provincial 1.

## Geografía y clima
Morteros está comprendida en la llamada microrregión de la Laguna de Mar Chiquita, en efecto: de la costa oriental de la Laguna de Mar Chiquita solo la separan 17 km.
La referida Microrregión es una zona de ecotono entre la región pampeana húmeda y la región chaqueña. Siendo las temperaturas medias veraniegas (enero) 26 °C y las temperaturas medias invernales (julio) de 12 °C, con una temperatura media anual de 19 °C. En este régimen la primera helada se produce hacia el 20 de mayo, y la última hacia el 5 de septiembre.
El promedio de precipitaciones es de 998 mm/año, siendo las precipitaciones casi exclusivamente en forma de lluvias y en segundo lugar en forma de ocasionales granizos.[cita requerida]
La ciudad está emplazada en la cumbrera de la zona llamada Los Altos (un domo longitudinal que embalsa naturalmente las aguas de la cuenca endorreíca de Mar Chiquita, y que así sirve de divisoria de aguas respecto a los afluentes directos hacia la Cuenca del Plata). Unos 5 km al sudeste de la ciudad se ubican las nacientes del arroyo Cululú, subafluente de la referida Cuenca del Plata a través de los ríos Salado (del Norte) y Paraná.
La flora original antes de la masiva colonización europea constaba de un parque de chañares, talas y -más esporádicamente- ejemplares de quebracho y palmeras de las especies caranday y yatay.

## Historia
A la llegada de los conquistadores españoles en el siglo XVI la zona estaba poblada por las etnias trashumantes de los sanavirones y de los mocovíes.
En el siglo XVIII los españoles establecieron sobre un altozano, un fortín o guardia que recibió el nombre de "Los Morteros" por encontrarse en afloramientos rocosos (mogotes) huecos realizados por los sanavirones, al parecer con diversas funciones (molienda de bayas duras, recolección de agua pluvial con motivos rituales etc.), a estos huecos realizados por el hombre los españoles les denominaron morteros.
La función principal del fortín español era resguardar los arreos de ganados vacunos y mulares que partían desde la ciudad de Santa Fe rumbo al remoto Alto Perú, tales arreos constituyeron un camino alternativo al Camino Real principal, de modo que fue usado para el contrabando de la plata potosina y el tráfico "clandestino" de melanoafricanos  esclavizados para trabajar forzadamente en las minas del remoto Potosí.
El fortín de Los Morteros se hallaba en la jurisdicción de la Córdoba del Tucumán, siendo casi un hito limítrofe con la Intendencia de Buenos Aires dentro del Virreinato del Río de la Plata.
Al producirse la Revolución de Mayo, la región en donde se encuentra Morteros, aunque la etnia de los sanavirones había prácticamente desaparecido como tales, otros pueblos indígenas:los mocovíes y abipones dificultaron la presencia de los "blancos" durante más de medio siglo en el lugar, con sus individuos muy mixogenizados con cautivas "blancas" o criollas y con muchos elementos culturales tomados de los españoles (por ejemplo una síncresis religiosa) las etnias originarias, que hasta 1880 habitaron en torno a Mar Chiquita (y por ende, en el sitio de la actual Morteros), fueron llamadas «montaraces».
En 1862 se construyó en gran medida bajo las directivas del general Wenceslao Paunero el fuerte defensivo de Morteros. Este fuerte sirvió de núcleo a la actual población.
En 1891 arribó el primer ferrocarril y por tal motivo la localidad recibió la categoría de villa el 12 de agosto de ese año. El ferrocarril permitió el repoblamiento con inmigrantes directamente venidos de Europa, principalmente de Italia piamonteses, friulanos y toscanos los cuales se dedican a un cultivo y ganadería característico de los chacareros. En 1965 Morteros adquiere la categoría de ciudad.
El 28 de octubre de 1978 sucede un tornado F2, dejando 5 muertos, más 100 heridos y gran cantidad de daños materiales, siendo el tornado más fuerte de la provincia de Córdoba y uno de los más fuertes de Argentina.

## Economía
A inicios del poblamiento "blanco" la zona fue dedicada a la extracción de leña y al cultivo de algodón y maíz con rindes medianos. 

### Ganadería
La zona sin embargo en el siglo XX pasó a ser una de las principales cuencas lecheras de Argentina, leche obtenida casi en su totalidad de vacas, para la gestión de la producción láctea los productores mini y midifundistas durante el siglo XX se asociaron en grandes cooperativas. De este modo en la actualidad Morteros cuenta con importantes tambos (lacticinios) -288 tambos a inicios de 2006- en los cuales además del envasado de la leche se produce leche en polvo, y (sobre todo) quesos de tipo "francés".
Aunque la actividad lechera y sus derivadas es aún la prevalente, existe una paulatina diversificación productiva.

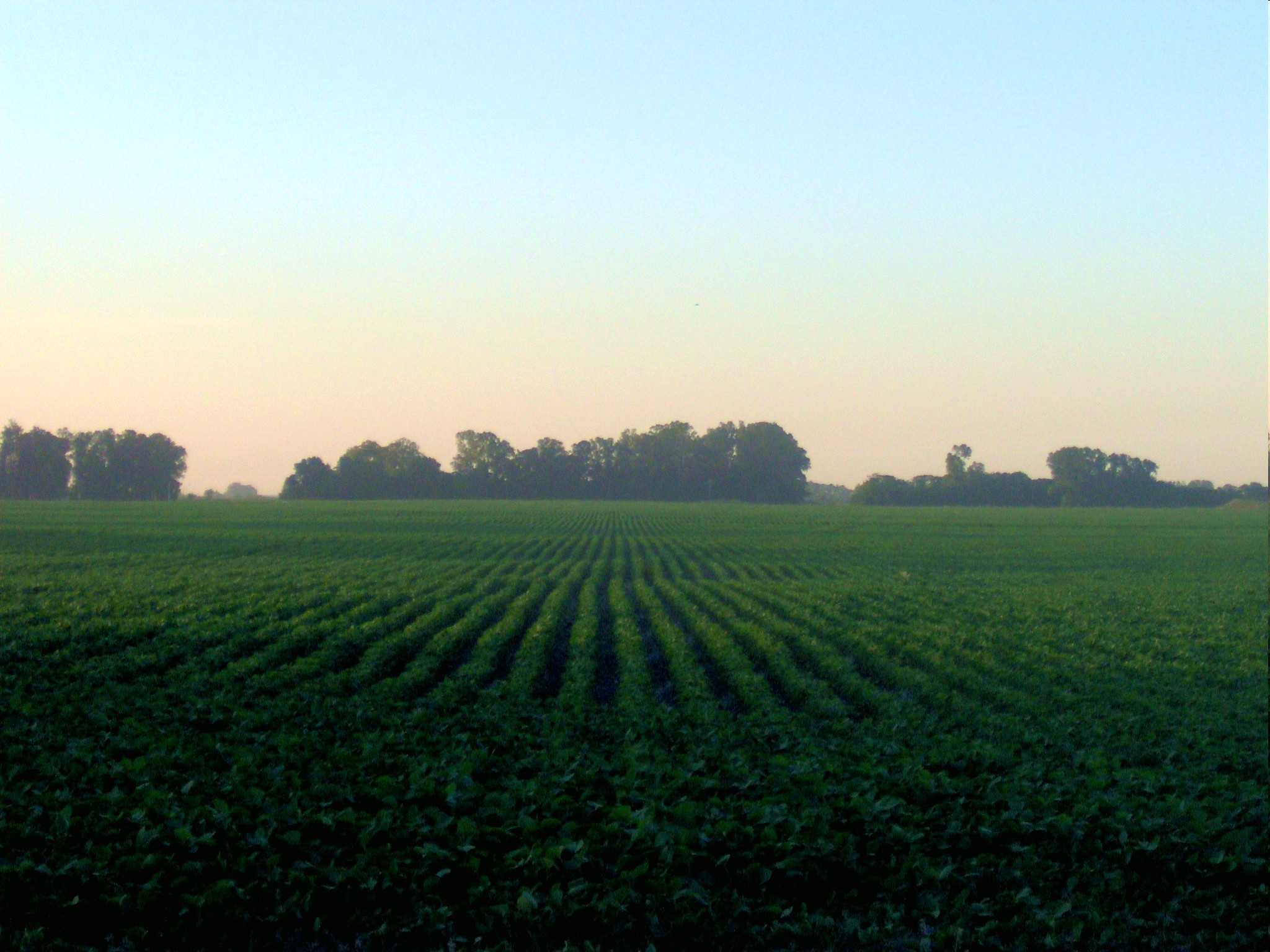
Sembrado de soja.

### Agricultura
En cuanto a las producciones agrícolas actuales, si bien la zona se ha mantenido bastante libre de la "sojización" masiva del agro argentino ocurrida principalmente en la década de los 90s, y los terrenos están sembrados principalmente de alfalfa como pastura del ganado, existen cultivos de soya y de sorgo.

### Industrias
Inicialmente la principal industria ha sido y es la elaboración de productos agrarios.
En 1952 en Morteros comenzó a funcionar la fábrica de aviones Aero Boero que ha llegado a fabricar centenares de aeronaves, muchas de ellas destinadas al mercado nacional, y cerca de 400 de estos ingenios fueron exportados con éxito al vecino país del Brasil. Los aviones triplaza, de diseño original argentino, se utilizan principalmente para escuela, recreación, remolque de planeadores y fumigación aérea. A esta producción industrial se ha sumado la fabricación de maquinaria e implementos agrícolas. Otros rubros son la industria frigorífica (carnes) y la peletera.

### Sector terciario
La actividad comercial y de servicios tiene también una gran importancia en la ciudad de Morteros.

### Turismo
El turismo en Morteros es aún de muy poca relevancia, aunque sus proximidades a la gran laguna de Mar Chiquita y la existencia de un buen sistema de comunicaciones, significan un interesante potencial al respecto. Sin embargo, desde hace algunos años, se han refuncionalizado en espacios verdes varios sectores de la ciudad, como son el parque Mariano Alvarado y el antiguo predio de la estación del ferrocarril, que, conjuntamente con el complejo del Casino Morteros, cines, teatros, festividades, restaurantes y locales bailables, atraen a visitantes de todas las localidades aledañas.

## Instituciones
En Morteros existe un Museo Histórico Regional, y una sede del Instituto Universitario Aeronáutico (IUA).
Entre las instituciones sociales y deportivas se destacan la sociedad gaucha "El Fortín", la Sociedad Rural de Morteros, Asociación Deportiva 9 de Julio y Tiro Federal y Deportivo Morteros.
También cuenta con la Asociación de Bomberos Voluntarios de Morteros, perteneciente a la Regional 1 y 34 en dicha regional.
La Municipalidad de la ciudad de Morteros fue reconocida como Municipalidad Inteligente e invitada a formar parte de RECIA, Red de Ciudades Inteligentes de Argentina. Actualmente 58 municipios integran la red, entre los que se destacan el Gobierno de la ciudad de Buenos Aires, Municipalidad de La Plata, Municipalidad de Rosario y Municipalidad de Tigre. Morteros es el segundo municipio de la provincia de Córdoba en integrar la red, seguido de la Municipalidad de Villa María.

## Población
Según el último censo nacional, contaba al año 2010 con 17,124 habitantes (Indec, 2010), lo que representó un incremento del 19,4% frente a los 15,129 habitantes (Indec, 2001) del censo anterior. Según el Censo Nacional de Población, Hogares y Viviendas del año 2022, la población de la ciudad ascendió a 20,631 habitantes (Indec, 2022).
| Gráfica de evolución demográfica de Morteros entre 1980 y 2022 |
|                                                                |
| Fuente: censos nacionales del INDEC                            |

## Personalidades de Morteros
- Francisco Brossino (1908-1994): artista recuperador de herencias ancestrales locales e historiador.
- Elder Barber (Elda Perla Barbero, 1934-1983): cantante afincada en España.
- Heriberto Pronello (1936-): ingeniero aeronáutico y un destacado carrocero de Turismo Carretera.
- Miguel Ángel Polti (1951-1972): militante del ERP asesinado en la Masacre de Trelew.
- Juan Manuel Ríos Soulos (1952-2002): locutor, gestor cultural y referente popular.
- Américo Gallego (1955-): futbolista y entrenador. Campeón del Mundo en 1978.
- Carlos Palito Cerutti (1969-1990): baloncestista.
- David Cerutti (1974-): futbolista.
- Luis Jorge Pérez Suárez (1964-): futbolista, fotógrafo submarino y de vida silvestre, nacido en Punta del Este (Uruguay) y radicado en Morteros.
- Raúl Osella (1984-): futbolista.
- Cristian Villagra (1985-): futbolista.
- Florencia Bonsegundo (1993-): futbolista.
- Ezequiel Carballo (1989-): futbolista.
- Enry Rui (1990-): futbolista.
- Ricardo Ludueña: ingeniero agrónomo y concejal.
- Marcelo David Tejero (1924-2010): director técnico de boxeo y entrenador de Santos Benigno Laciar.

## Parroquias de la Iglesia católica en Morteros
| Diócesis  | San Francisco                 |
| --------- | ----------------------------- |
| Parroquia | Nuestra Señora de la Asunción |